# 特大型トラック（6×4）

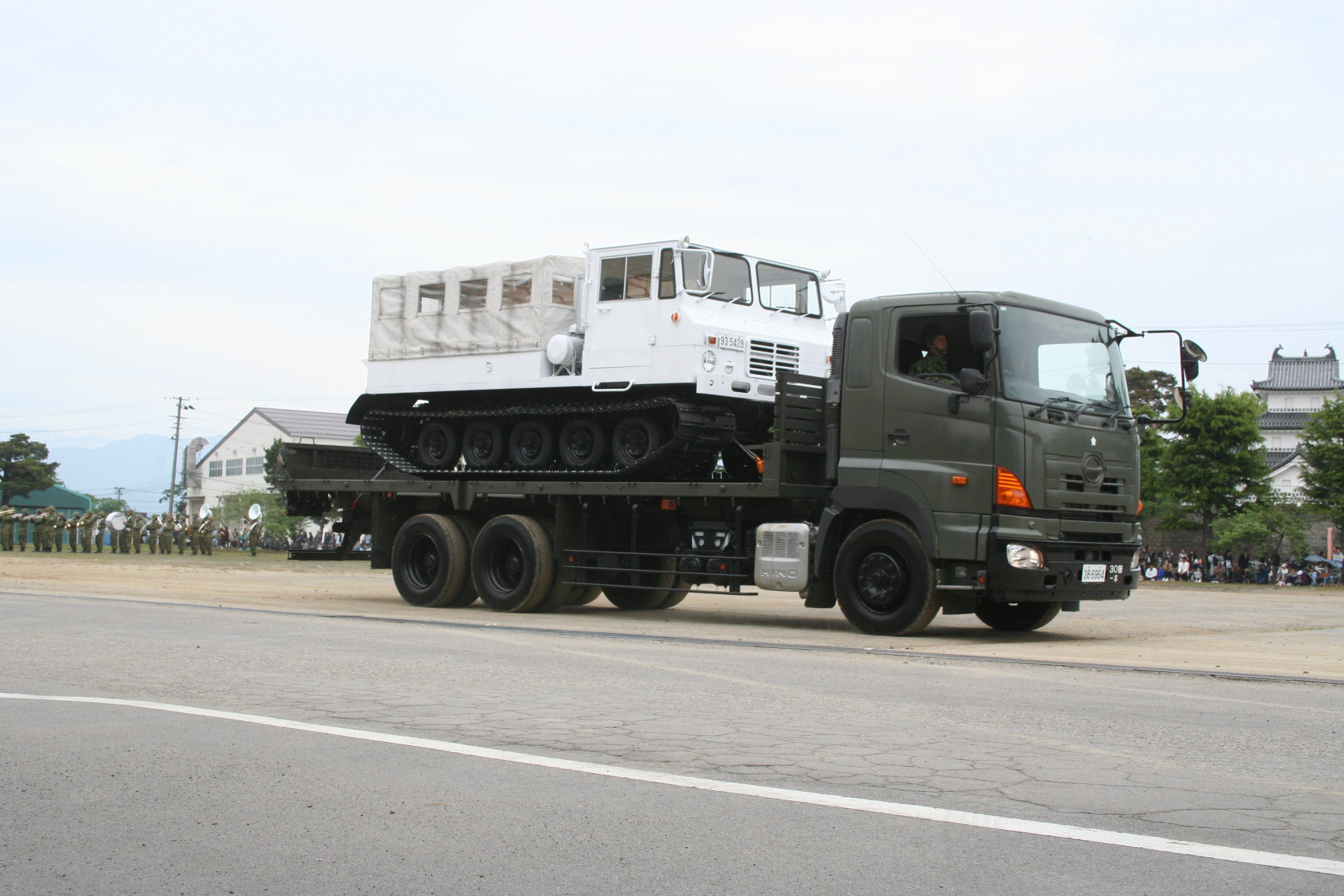
78式雪上車の積載車として使用される例
（2代目プロフィア）

特大型トラック（6×4）（とくおおがたとらっく）は、陸上自衛隊で物資輸送用に使われるトラックの一つである。市販の大型6輪（後2軸、前1軸）貨物自動車を「自衛隊の使用する自動車に関する訓令」及び、本装備の陸上自衛隊仕様書に基づき調達される装備である。主として輸送科（方面輸送隊）に配備されている。

## 特徴
外観は74式特大型トラックとよく似ており、専門誌でも74式特大型トラック（あるいは7tトラック）として誤って記載されることも多々ある。しかし74式特大型トラックは三菱との随意契約のため三菱製以外は存在しないが、本装備に関しては三菱製だけではなく日野製、いすゞ製も存在し、メーカーエンブレムがボディ同色に塗装されているのも特徴である。また、74式特大型トラックは総輪駆動であり、後輪2軸のみしか駆動しない本車とは車高が大きく異なる。
塗色については車体外部は「NDS Z 8201の色番号2314 OD色とする」とされており、シャシ（機関，排気管及び消音器を除き，バンパ及びディスクホイールを含む。）については黒色と仕様書により規定されている。
荷台は仕様書により木製3方開きとされ、隊員が座るための木製のサイドラック、幌及びアシストグリップ、車体後部にステップを設けることとなっている。また、アオリは取り外すことも可能で、60式装甲車、60式自走106mm無反動砲、73式装甲車などを積載することを前提とされており、それら装備を固定資材によって縛着できるフック穴部を設け、積載走行しても十分耐え得る構造のものとする、と規定されている。また、積雪地の部隊においては、78式雪上車が73式大型トラックの荷台に載らないため、78式雪上車輸送用に少数配備されている。

## 諸元
- 全長 11,000mm以下
- 全幅 2,500mm以下
- 全高 3,250mm以下
- 最大積載量 11,500kg以上
- 総質量 22,000kg以下
- 機関型式 水冷４サイクルディーゼル
- 総排気量 9,800cc以上
- 最大出力 235kW以上
- 最大トルク 1,200N・m以上
- 燃料タンク容量 200L以上
- 乗車定員 3名
- 荷台 
  - 木製３方開き，木製サイドラック，ほろ及びアシストグリップ付き
  - 後方板は，ステップ付き
  - 寸法（内法） 長さ 7,000mm～8,000mm
  - 幅 2,250mm～2,350mm
  - 高さ 350mm～450mm
  - サイドラック 乗車定員36名の木製折り畳みいす兼用とし、いすとして使用しない場合は、ロックできる構造とする。
  - ほろ骨高さは、1,700mm（床面上）を標準とする。

（陸上自衛隊仕様書による）

## 製造
- いすゞ自動車
- 日野自動車
- 三菱ふそうトラック・バス